# Hasebe Shigetoshi
Shigetoshi Hasebe (sinh ngày 23 tháng 4 năm 1971) là một huấn luyện viên và cựu cầu thủ bóng đá người Nhật Bản, hiện đang là huấn luyện viên trưởng của câu lạc bộ J1 League Kawasaki Frontale.

## Sự nghiệp câu lạc bộ
Shigetoshi Hasebe đã từng chơi cho Verdy Kawasaki, Kawasaki Frontale, Vissel Kobe và JEF United Ichihara.